# Put Yourself in My Place
A Put Yourself in My Place című dal az ausztrál énekes-dalszerző Kylie Minogue második kimásolt kislemeze névadó stúdióalbumáról. A dal 1994.november 14-én jelent meg a Deconstruction és Mushroom lemezkiadóknál. A dal Cd-n, kislemezen, kazettán és 12 inches bakelit lemezen jelent meg. A dalt Jimmy Harry írta, hangszerelte, és készítette. A dalt New Yorkban vették fel az album mérnökével Doug Deangelis-szel, mely egy kapcsolat befejezésének és továbblépésének témáig tárgyalja. A dal hangzása a trip hop és a popzene zenei elemeit tartalmazza. 
Megjelenésekor a "Put Yourself in My Place" pozitív kritikákat kapott a zenekritikusoktól. A legtöbben dicsérték a dal kompozícióját és produkcióját, miközben kiemelték Minogue énekteljesítményét. Sok kritika szerint karrierje egyik legjobb kislemezeként szerepel. Kereskedelmi szempontból a dal mérsékelt siker volt Ausztráliában, és az Egyesült Királyságban, mindkét régióban Top 20-as helyezett volt. Az Ausztrál Hanglemezipari Szövetség (ARIA) arany minősítéssel díjazta a 35.000 eladott példányszám alapján.
A dalhoz tartozó videoklipet Kier McFarlane rendezte, akit az 1968-as Barbarella film ihletett. Minogue egy űrhajón látható, miközben megszabadul ruhadarabjaitól. A dal az 1995-ös ARIA Zenei díjkiosztón a legjobb videónak járó díjat nyerte el. A dalt Minogue több koncertturnéján is előadta, úgy mint Intimate and Live Tour, az On a Night Like This Tour, a KylieFever2002, a Showgirl: The Greatest Hits Tour és a Golden Tour

## Előzmények és összetétel
A "Put Yourself in My Place" című dalt Jimmy Harry amerikai zenész, és dalszerző írta, hangszerelte, és készítette. A dalt a Whorga Musica Stúdióban, az Axis Stúdióban, és a New York-i Power Station Stúdióban rögzítette Doug Deangelis, aki Minogue ötödik névadó stúdióalbumának (1994) mérnöke és keverője is volt. Ez volt az egyetlen dal az albumról, melyet Minogue egyesült királyság-beli otthonától távol vettek fel. Sean Smith brit író szerint, aki Minogue életrajzi könyvét írta, megjegyezte, hogy a "Put Yourself in My Place" az énekesnő egyik legszemélyesebb, mégis kedvenc száma volt.  Zeneileg ez egy ballada ihletésű felvétel, amely magában foglalja a trip hop és popzene zenei elemeit, ahogyan azt Adrian Denning és Hunger Felt írók is leírták a PopMatters-től. Chris True az Allmusic munkatársa úgy jellemezte a dalt, mint "csinosabb, stílusosabb, és kevésbé ütős, mint bármi, amit korábban rögzített". A Music Sales Group által kiadott Sheet Music Direct demó kottája szerint a dal időben játszódik, 78 BPM/perc ütemmel. A nyitószekvenciában és az első versszakban F♭–F–F♭–F–F♭–F–F♭–F–F/A–F♭–F akkordsorrendű, Minogue énekhangja pedig B♭ 3-tól E♭5-ig terjed. Julia Aspinall kijelentette, hogy a lírai tartalom "egy nőről szól, aki soha nem tudta magát túltenni volt barátján".

## Megjelenések
A "Put Yourself in My Place" az album második kislemezeként jelent meg 1994. november 14-én a Deconstruction és Mushroom kiadóknál CD lemezen, kazettán és 12-es bakelit lemezen. Az Egyesült Királyságban és Ausztráliában kétfajta CD lemezt tettek elérhetővé. Az első lemezen a dal rádió mixét, két remixet, és Minogue első kislemezének a Confide in Me egy remixét tették közzé. A második lemezen a Where Is the Feeling című dal Morales mixét tartalmazza. Németországban és Japánban szintén két különböző CD kislemez jelent meg. Az első a dal két remixét, illetve a "Confide in Me" című dal remixét tartalmazza, míg az utóbbi a kislemez két remixét tartalmazza egy mini CD-n. Két bakelit változat jelent meg az Egyesült Királyságban. Az Egyiken a "Put Yourself in My Place2 négy remixe szerepelt, míg a másik lemez ugyanazt a számlistát tartalmazza a "Confide in Me" és "Where is the Feeling?" remixeivel. A kazetta single a rádió mixet, és egy-egy remixet tartalmaz. A két CD szett borítóját a brit Rankin készítette, ahol Minogue-t egy fejhallgatóval ábrázolja. Az énekesnő barátja, William Baker szerint a Minogue-ról készült felvételek "komoly" megközelítést jelentettek zenéjéhez.

## Kritikák

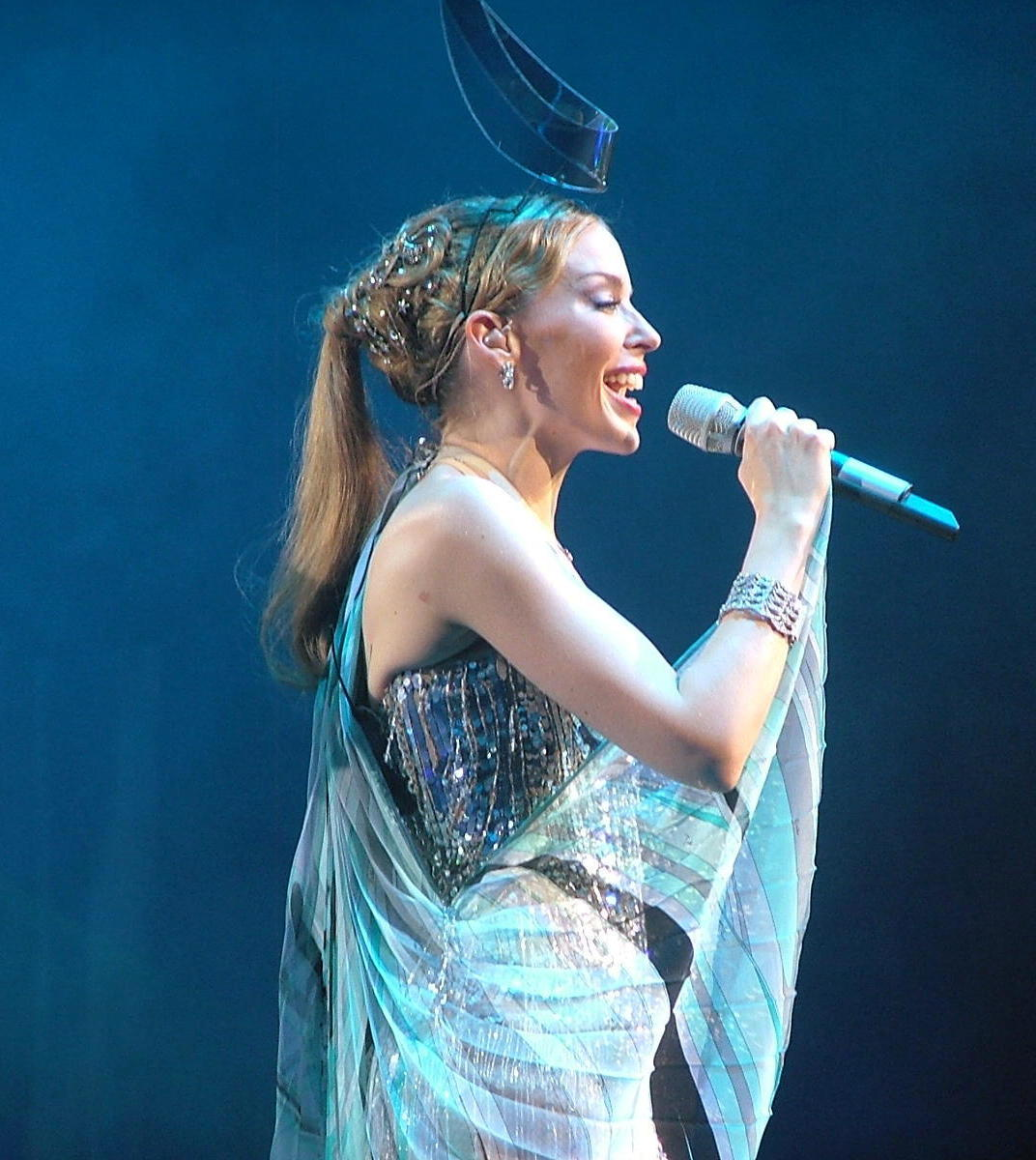
Minogue a "Put Yourself in My Place" című dalt énekli a The Showgirl: Greatest Hits Tour keretén belül 2005-ben.

A "Put Yourself in My Place" pozitív kritikákat kapott a zenekritikusoktól. Jason Shawahn, az About weboldal szerzője a dalt "jó" kiegészítésként jelölte meg a legnagyobb slágerek Ultimate Kylie című válogatásalbumán. Adrian Denning brit író, és zenekritikus élvezte a dalt, és úgy érezte, hogy az egyik "legjobb" dal az anyaalbumon. Megjegyezte: "A Put Yourself in My Place egy érzéki, lassú dal, finom Kylie énekkel, meg sugárzólag hat, tele érettséggel, és tényleges erővel. Larry Flick a Billboard magazintól egy Jimmy által kitalált hip-hop ballada roppanójának nevezte. A PopMatters munkatársa Quentin Harrison részletes elemzést közölt Kylie Minogue-ról, és megjegyezte, hogy a "Put Yourself in my Place" és az előző Confide in Me című dalokban a legjobb énekhangját mutatta be. Harrison úgy vélte, hogy a kislemez a "Confide in Me" mellett Minogue Deconstrukciós korszakát képviselte a legjobban. Nick Levine a Digital Spy-tól hasonlóan "klasszikusnak" nevezte a dalt. Marc Andrews a DNA Magazintól szintén úgy vélte, hogy ez az album egyik csúcspontja, és dicsérte a balladák által ihletett produkciót. Jude Rogers a The Guardian-tól 2016 júniusában felvette a dalt a Legjobb Kylie Minogue dalok 10-es listájára, miközben dicsérte a produkciót, majd kifejtette: Minogue második kislemezének készítője a popballadákat uralta. Cameron Adams az énekesnő 50. születésnapja tiszteletére a 16. helyre sorolta a dalt saját listáján, aki a dalt egy "rohadt finom dallam"-nak is nevezte.
James Masterton a heti brit slágerlista kommentárjában ezt írta: "Készülj fel egy még nagyobb megrázkódtatásra, mert vitathatatlanul ez a legjobb lemez, amit valaha készített, és a hangjával tökéletes hatást gyakorolt erre a dalra. A Music & Media kritikusa így kommentálta: "A dalcímet szó szerint vedd, és azon kapod magad, hogy Madonna cipőjét viseled. Amikor az újjászületett Kylie egy balladát énekes, az meggyőzően romantikus, erotikus, és kifinomult egyszerre". Alan Jones a Music Week-től négy csillagot adott a dalra az öt csillagból, melyet egy "édesen énekelt, halott lassú balladának nevezett a Tears for Fears együttes balladáinak stílusában megszerkesztve. Simon Williams az NME-től úgy tekintett a dalra, mint egy régi smoochra, megáldva a dalban lévő légies, sodró kórust, amely egykor olyan divatos volt a 80-as évek közepén.  James Hamilton, az RM Dance Update munkatársa egy "pompás fülledt soulful"-ként jellemezte. Pete Stanton a Smash Hits-től három csillaggal jutalmazta az ötből. Guillermo Alonso, a Vanity Fair spanyol kiadásából Minogue 11. legjobb dalának nevezte, valamint pályafutása legjobb balladájának nevezte, ellentétben bármivel, amit ezidáig kiadott. Hasonlóan vélekedett a brit Classic Pop magazin is, akik a 21. helyre sorolták a dalt Minogue 40 legjobb dalát tartalmazó listáján. A "klasszikus szerelmes ballada erényes öltözékbe öltözött, de ahogy a kórus átüti ezt a homlokzatot, Kylie hangja nyers, intenzív és telített az egyoldalú szétválás okozta fájdalomtól és frusztrációtól".

## Kereskedelmi sikerek
Kereskedelmi szempontból a dal mérsékelt siker volt Ausztráliában és az Egyesült Királyságban. Mindkét régióban Top 20-as helyezett volt. Az ausztrál kislemezlistán a 17. helyen debütált, ami a hét harmadik legmagasabb debütálása volt. Az ötödik hét során a 11. helyen érte el a csúcsot, majd végül tizenegy hetet töltött a Top 50-es listán, ezzel Minogue akkoriban az egyik legrosszabb listán szereplő dala volt. A "Put Yourself in My Place" arany minősítést kapott az Ausztrál Hanglemezkiadók Szövetségétől (ARIA) a 35.000 darabos eladás végett. Az Egyesült Királyság kislemezlistáján is hasonlóan az ausztrál listához, itt is a 17. helyen debütált, és a 11 helyen végzett. Négy hetet töltött a Top 20-ban,  és kilenc hétig volt helyezett. Ezzel az egyik leghosszabb ideig tartó dala volt a listán. Skóciában a dal a 23. helyen debütált a skót kislemezlistán, és a következő héten a 14. helyen érte el a csúcsot. Németországban a 98. helyen debütált az 1995. február 6-ával kezdődő héten, majd a második héten a 87. helyen érte el a csúcsot, miközben négy nem egymást követő hétig volt a listán.

## Videoklip
A dalhoz tartozó videoklipet Kier McFarlane rendezte, a cselekményét pedig az 1968-as "Barbarella" című film ihlette. Minogue nagy rajongója volt a filmnek, és tisztelegni akart a film főszereplője Jane Fonda előtt, aki a főszereplője volt a filmnek. A videót két nap alatt forgatták, ahol Minogue megvált ruháitól hevederek és vezetékek által. Az énekesnő a 2002-es Kylie: La La La című könyvben megjegyezte, hogy ez volt az egyik "legfájdalmasabb" szerepe, és panaszkodott, mert úgy érezte, hogy mindenféle "csavarba" be lett húzva. Minogue tovább panaszkodott a mindkét forgatási napon eltöltött 19 óra alatt, és elárulta, hogy a forgatás egy részében sírt. Tréfásan arra a következtetésre jutott a könyvben, hogy soha többé nem csinálna olyan látványt, amelyben hámra, és vízre lenne szükség. Minogue karaktereit a videóban Barbarella címszereplője ihlette, melyhez nagyszámú személyzetre volt szükség, akik segítették a sminkben, a hajformázásban, és a ruhák kiválasztásában.
A videó egy űrhajóval kezdődik, amely az űrben kering. Minogue rózsaszín szkafanderben lép be az űrhajó kis szobájába, majd leveszi a sisakját, és a kesztyűjét. A videó közbeiktatott jeleneteiben az űrszonda különböző űrmezőkön és atmoszférákon halad át. Az első részben Minogue leveszi a szkafande egyes részeit, miközben különböző szobákból érkező űrhajósok lesznek szemtanúi a folyamatnak. Ezután bekapcsol egy gépet, amely füstöt bocsát ki, és elvonja a figyelmüket. Ezután a második résznél teljesen meztelen lesz. Ez Minogue első olyan videója, amelyben teljes meztelenséget mutat egészen a 2001-es reklámkampányig az Agent Provocateurrel. Egy másik űrhajós szemtanúja Minogue meztelenségének, de ő betakarja magát egy piros takaróval, és becsukja az ablakot. A videó úgy ér véget, hogy Minogue lefekszik egy puha ágyneműre, lekapcsolja a lámpákat, és az űrszonda egy másik úticélba utazik.
A klip pozitív kritikákat kapott a kritikusoktól, és a zenei kiadóktól. Julie Aspinall dicsérte Minogue szexuális vonzerejét a klipben, és úgy vélte, hogy magát a dalt beárnyékolja a vizuális megjelenítése. William Baker is dicsérte Minogue divatos stílusát, és Fonda Barbarella karakterének ábrázolását. Sean Smith tovább elemezte a látványt, és megállapította, hogy Minogue mind a videó megjelenése idején, mind visszamenőleg "sosem volt szégyenlős, hogy művészete kedvéért" levegye a ruháit. [...] szenvedett a művészetéért". Jude Rogers a The Guardiantól "pimasz"-nak nevezte a klipet, míg Erika Brooks Adickman az Idolatortól Minogue egyik legikonikusabb, és legszexibb zenei videójaként ihlette. Az 1995-ös ARIA Zene díjkiosztón Minogue nyerte el a legjobb videó díját. Utólag visszatekintve Minogue kedvencei közé sorolta a klipet. 

## Élő előadások és egyéb felhasználás a médiában

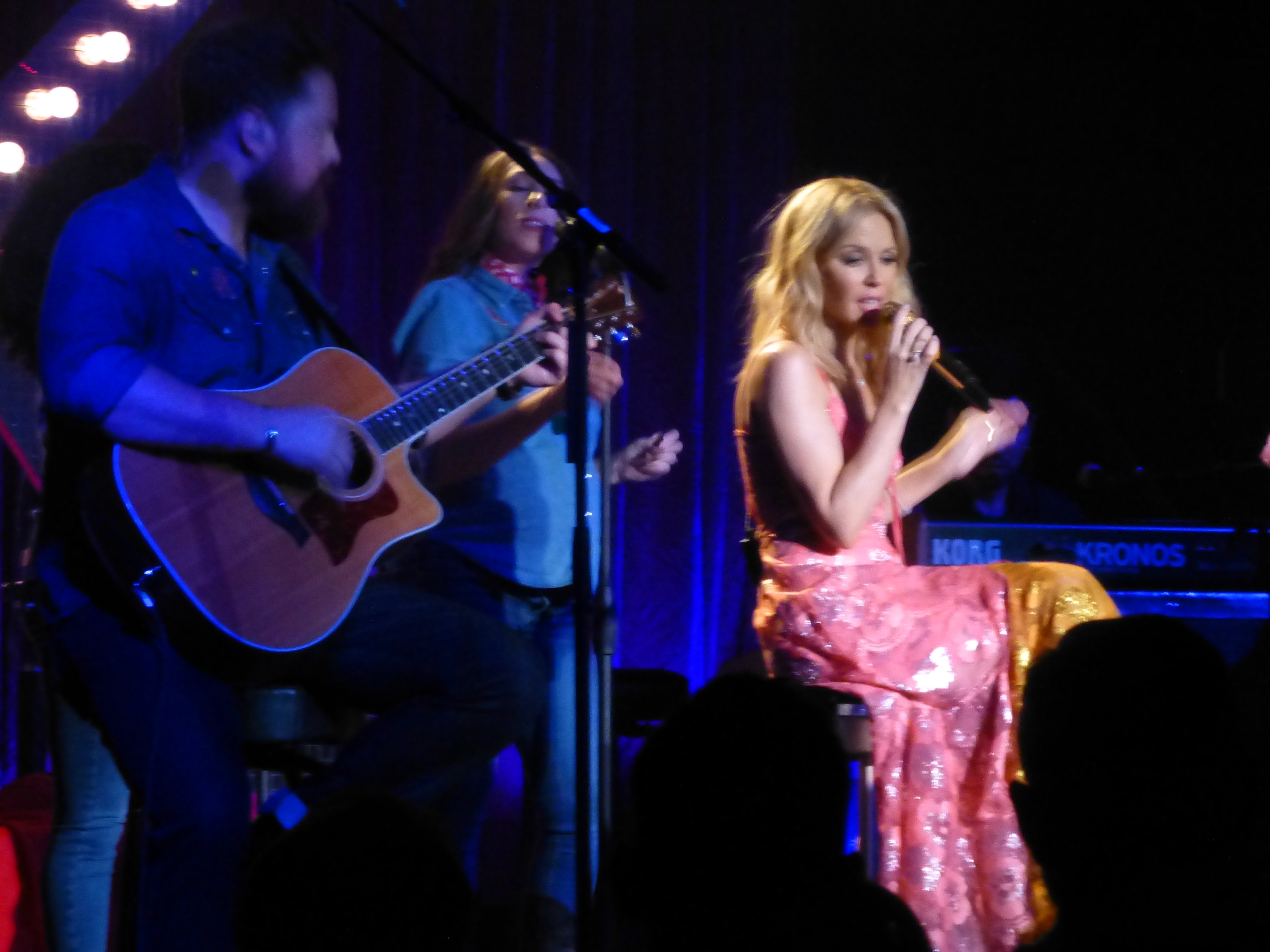
Minogue előadja a dalt a New York-i Bowery Ballroomban 2018. június 25-én Golden promóciós turnéja részeként

A "Put Yourself in My Place"-t Minogue néhány koncertturnéján adták elő, és több válogatásalbumon is megjelent. Először az 1998-as Intimate and Live Tour részeként szerepelt a nyitó szegmensben. A turné próbái során előadott, kiadatlan akusztikus változatot is hozzáadták a Live and Other Sides EP kiaványhoz, amelyet Ausztráliában adta ki, és ingyenes ajándékként adtak hatodik Impossible Princess (1997) stúdióalbumához. Ezt a verziót a 2001-es On a Night Like This Tour egyik nyitódalaként is énekelték, és felkerült a műsor az élő DVD-re is. A KylieFever2002-es koncertkörútján a kislemez felkerült Minogue "The Crying Game" elegyére, amelyben a címadó szám a Finer Feelings és a "Dancerous Game" is szerepelt. A kislemez következő megjelenése a 2005-ös Showgirl: The Greatest Hits Tour turnén volt, ahol a Minx in Space szegmensében jelent meg a dal, és az egyik ráadásszámként szolgált. A dalt tizenhárom évig nem adták elő, egészen addig, míg Minogue 2018-ban a Golden Tour promóciós turnéja során nem énekelte el a dal akusztikus változatát. A Manchester Evening News-től Katie Fitzpatrick dicsérte az előadást, amiért "szépen levetkőzték [...] néhány mesésen magabiztos háttérvokállal a levert tömegtől.
Megjelenése óta a dal öt legnagyobb slágeralbumán jelent meg a dal: Hits+ (2000),[47] Confide in Me (2001),[48] Ultimate Kylie (2004),[49] Confide in Me: The Irresistible Kylie ( 2007) és a Step Back in Time: The Definitive Collection (2019) A DrizaBone remix a 2010-es Essential Mixes Remixalbumán szerepelt. 2012-ben a MNEK brit előadó és producer feldolgozta a dalt, és közzétette hivatalos SoundCloud oldalán.

## Formátumok és számlista
| - Ausztrál és UK CD1, Ausztrál kazetta single 1. "Put Yourself in My Place" (radio mix) – 4:11 2. "Put Yourself in My Place" (Dan's Quiet Storm Extended Mix) – 5:48 3. "Put Yourself in My Place" (Dan's Quiet Storm Club Mix) – 7:03 4. "Confide in Me" (Phillip Damien Mix) – 6:25 - Ausztrál és UK CD2, Ausztrál remix kazetta single 1. "Put Yourself in My Place" (radio mix) – 4:11 2. "Put Yourself in My Place" (Driza-Bone Mix) – 4:50 3. "Put Yourself in My Place" (All-Star Mix) – 4:54 4. "Where Is the Feeling?" (Morales Mix) – 9:55 - UK 12" bakelit A1. "Put Yourself in My Place" (Dan's Quiet Storm Extended Mix) – 5:48 A2. "Put Yourself in My Place" (Dan's Quiet Storm Club Mix) – 7:03 B1. "Put Yourself in My Place" (Driza-Bone Mix) – 4:50 B2. "Put Yourself in My Place" (All-Star Mix) – 4:54 | - UK kazetta single és európai CD single 1. "Put Yourself in My Place" (radio mix) – 4:11 2. "Put Yourself in My Place" (Dan's Quiet Storm Club Mix) – 7:03 - Német CD single 1. "Put Yourself in My Place" (radio mix) – 4:11 2. "Put Yourself in My Place" (Dan's Quiet Storm Club Mix) – 7:03 3. "Where Is the Feeling?" (Morales Mix) – 9:55 - Japán mini-CD single 1. "Put Yourself in My Place" (radio mix) – 4:11 2. "Put Yourself in My Place" (Dan's Quiet Storm Extended Mix) – 5:48 |

## Hivatalos remixek, változatok
1. Put Yourself in My Place (Acoustic Version) – 4:46
2. Put Yourself in My Place (All-Stars Mix) – 4:54
3. Put Yourself in My Place (Dan's Old School Mix) – 4:31
4. Put Yourself in My Place (Dan's Quiet Storm Club Mix) – 7:03
5. Put Yourself in My Place (Dan's Quiet Storm Extended Mix) – 5:48
6. Put Yourself in My Place (Driza-Bone Mix) – 4:50
7. Put Yourself in My Place (Radio Edit) – 4:11
8. Put Yourself in My Place (Radio Edit Short) – 3:37

## Slágerlista
| Slágerlista (1994–1995)               | Legjobb helyezések |
| ------------------------------------- | ------------------ |
| Ausztrália (ARIA)                     | 11                 |
| Europe (Eurochart Hot 100)            | 46                 |
| Németország (Media Control Charts)    | 87                 |
| Skócia (Scottish Singles Top 40)      | 14                 |
| Egyesült Királyság (UK Singles Chart) | 11                 |

| Slágerlista (1995) | Helyezés |
| ------------------ | -------- |
| Australia (ARIA)   | 92       |